# 오노촌 (도쿠시마현)
오노촌(大野村)은 도쿠시마현 나카군에 설치되었던 촌이다. 현재의 아난시에 해당한다.

## 역사
- 1889년 10월 1일 - 정촌제 시행에 수반해 나카군 오노촌이 성립하였다.
- 1954년 3월 31일 - 나카노시마촌, 다카라다촌, 나가이케촌과 합병해 도미오카정이 신설되어 소멸하였다.

## 참고문헌
- 『角川日本地名大辞典 36 徳島県』（1986年 ISBN 4040013603）